# Ząbrowo (województwo warmińsko-mazurskie)
Ząbrowo (niem. Sommerau) – wieś w Polsce położona w województwie warmińsko-mazurskim, w powiecie iławskim, w gminie Iława na trasie linii kolejowej Iława – Malbork. Ruch kolejowy obsługiwany przez Przewozy Regionalne.
W latach 1975–1998 miejscowość należała administracyjnie do województwa olsztyńskiego.
Według danych z 16 kwietnia 2005 roku wieś liczyła 1021 mieszkańców.

## Historia
Ząbrowo zostało założone  pod koniec XIII wieku (lokacja na prawie chełmińskim). Niemiecka nazwa wsi – Sommerau – pojawiła się w roku 1312. W czasie wojen polsko-krzyżackich Ząbrowo uległo dwukrotnemu spaleniu. 
Założenie parafii w Ząbrowie miało miejsce w czasie drugiej lokacji w 1373 r. Wybudowano kościół, który wraz z wsią został zniszczony w roku 1414. Nowa świątynia została wybudowana w latach 1701-1702, jest to obiekt o prostym kształcie z dachem naczółkowym i neoklasycystyczną wieżą dobudowaną w 1864. Wewnątrz strop barwnie polichromowany, klasycystyczna ambona i barokowy ołtarz, w prezbiterium współczesny obraz przedstawiający św. Jerzego zabijającego smoka.

## Ulice Ząbrowa
- Agrestowa
- Akacjowa
- Brzozowa
- Cicha
- Długa
- Dworcowa
- Głogowa
- Jaśminowa
- Klonowa
- Kolejowa
- Kościelna
- Krótka
- Kwiatowa (trasa na Chełmżycę)
- Lawendowa
- Leśna
- Lipowa (trasa na Laseczno i Szymbark)
- Łąkowa
- Malinowa
- Morelowa
- Owocowa (trasa na Babięty Wielkie)
- Polna
- Porzeczkowa
- Poziomkowa
- Producentów (trasa na Kamionkę)
- Szkolna (trasa na Gałdowo)
- Truskawkowa
- Wiśniowa
- Wrzosowa